# Ван Дам, Жозе
Жозе́ ван Дам (José van Dam; настоящее имя Жозе́ф ван Да́мм, фр.  Joseph van Damme; род. 25 августа 1940, Брюссель, Бельгия) — бельгийский оперный певец (бас-баритон). Каммерзенгер Берлинской государственной оперы (1974), лауреат трёх премий «Грэмми» (1984, 1992, 1997).

## Биография
Закончил Брюссельскую королевскую консерваторию в 1958 году.
Дебютировал в партии Дона Базилио («Севильский цирюльник» Россини) в «Гранд Опера» в 1961 году.
Пел в крупнейших оперных театрах мира («Ла Скала», «Ковент-Гарден», «Гранд-Опера», Берлинская государственная опера, Венская государственная опера, «Метрополитен Опера», «Театро Колон») и на различных фестивалях (Зальцбургский фестиваль и другие).
Жозе ван Дам снялся в нескольких музыкальных фильмах.

## Творчество
Творчество Жозе ван Дама нашло признание не только у зрителей и критиков, но и у бельгийской королевской семьи. В 1998 году король Бельгии Альберт II в знак признания его выдающихся заслуг даровал певцу баронский титул, а в декабре 1999 года Ван Дам был удостоен чести выступать на торжестве по поводу бракосочетания наследного принца Филиппа и принцессы Матильды.

## Награды и премии
- 1974 — Почётное звание «Каммерзенгер» Берлинской государственной оперы
- 1974 — Премия музыкальных критиков Германии
- 1976 — Премия «Золотая медаль бельгийской прессы»
- 1979 — Grand Prix de l’Académie Française du Disque
- 1980 — «Золотой Орфей» l’Académie Lyrique Française
- 1984 — Премия «Грэмми»
- 1985 — Премия европейской критики
- 1992 — Премия «Грэмми»
- 1993 — Премия «Золотой диапазон»
- 1993 — Prix de la Nouvelle Académie du Disque
- 1993 — Премия «Виктуар де ля мюзик» (как лучшему певцу)
- 1994 — «Золотой Орфей» l’Académie du Disque Lyrique
- 1997 — Премия «Грэмми»
- 1998 — Баронский титул

## Дискография
- 1965 — «Испанский час», дирижёр Лорин Маазель (Дон Исиго Гомес)
- 1968 — «Улисс», дирижёр Лорин Маазель (Писандр)
- 1969 — «Тоска», дирижёр Лорин Маазель (Анжелотти)
- 1970 — «Кармен», дирижёр Лорин Маазель (Цунига)
- 1970 — «Фиделио», дирижёр Герберт фон Караян (Фернандо)
- 1970 — «Бал-маскарад», дирижёр Бруно Бартолетти (Сильвано)
- 1972 — «Лукреция Борджиа», дирижёр Пьер-Мишель Леконт (Дон Альфонсо)
- 1973 — «Кармен», дирижёр Георг Шолти (Эскамильо)
- 1973 — «Отелло», дирижёр Герберт фон Караян (Лодовико)
- 1974 — «Кармен», дирижёр Ален Ломбар (Эскамильо)
- 1974 — «Свадьба Фигаро», дирижёр Клаудио Аббадо (Фигаро)
- 1974 — «Волшебная флейта», дирижёр Герберт фон Караян (Оратор)
- 1974 — «Свадьба Фигаро», дирижёр Герберт фон Караян(Фигаро)
- 1975 — «Кармен», дирижёр Георг Шолти (Эскамильо)
- 1975 — «Кармен», дирижёр Генри Льюис (Эскамильо)
- 1977 — «Саломея», дирижёр Герберт фон Караян (Иоканаан)
- 1977 — «Симон Бокканегра», дирижёр Клаудио Аббадо (Паоло Альбани)
- 1977 — «Луиза», дирижёр Юлиус Рудель (Отец)
- 1977 — «Трубадур», дирижёр Герберт фон Караян (Феррандо)
- 1978 — «Дон Жуан», дирижёр Лорин Маазель (Лепорелло)
- 1978 — «Трубадур», дирижёр Герберт фон Караян (Феррандо)
- 1978 — «Свадьба Фигаро», дирижёр Герберт фон Караян (Фигаро)
- 1978 — «Пеллеас и Мелизанда», дирижёр Герберт фон Караян (Голо)
- 1978 — «Дон Карлос», дирижёр Герберт фон Караян (Монах)
- 1978 — «Трубадур», дирижёр Герберт фон Караян (Феррандо)
- 1979 — «Аида», дирижёр Герберт фон Караян (Царь Египта)
- 1979 — «Мирей», дирижёр Мишель Плассон (Урия)
- 1980 — «Волшебная флейта», дирижёр Герберт фон Караян (Зарастро)
- 1980 — «Дардан», дирижёр Рэймонд Леппард (Исменор)
- 1980 — «Свадьба Фигаро», дирижёр Георг Шолти (Фигаро)
- 1980 — «Пенелопа», дирижёр Шарль Дютуа (Евмей)
- 1980 — «Медея», дирижёр Герберт фон Караян (Креон)
- 1980 — «Парсифаль», дирижёр Герберт фон Караян (Амфортас)
- 1981 — «Осуждение Фауста», дирижёр Георг Шолти (Мефистофель)
- 1981 — «Летучий голландец», дирижёр Герберт фон Караян (Голландец)
- 1982 — «Манон», дирижёр Мишель Плассон (де Гриё)
- 1982 — «Кармен», дирижёр Герберт фон Караян (Эскамильо)
- 1982 — «Цибулетт» (оперетта), дирижёр Сирил Дидерих (Дюпарке)
- 1982 — «Так поступают все», дирижёр Риккардо Мути (Дон Альфонсо)
- 1982 — «Падмавати», дирижёр Мишель Плассон (султан Алауддин)
- 1983 — «Святой Франциск Ассизский», дирижёр Сэйдзи Одзава (Святой Франциск)
- 1983 — «Ромео и Джульетта», дирижёр Мишель Плассон (Брат Лоран)
- 1985 — «Пертская красавица», дирижёр Жорж Претр (Ральф)
- 1985 — «Свадьба Фигаро», дирижёр Невилль Марринер (Фигаро)
- 1986 — «Геркёр», дирижёр Мишель Плассон (Геркёр)
- 1986 — «Сказки Гофмана», дирижёр Сильвен Камбрелен (Доктор Миракль, Даппертутто, Коппелиус, Линдорф)
- 1987 — «Пеллеас и Мелизанда», дирижёр Джон Элиот Гардинер (Голо)
- 1987 — «Фальстаф», дирижёр Сильвен Камбрелен (Фальстаф)
- 1988 — «Так поступают все», дирижёр Невилль Маринер (Дон Альфонсо)
- 1989 — «Волшебная флейта», дирижёр Невилль Марринер (Оратор)
- 1989 — «Эдип», дирижёр Лоренс Фостер (Эдип)
- 1990 — «Симон Бокканегра», дирижёр Сильвен Камбрелен (Симон Бокканегра)
- 1990 — «Ифигения в Авлиде», дирижёр Джон Элиот Гардинер (Агамемнон)
- 1990 — «Пеллеас и Мелизанда», дирижёр Клаудио Аббадо (Голо)
- 1990 — «Саломея», дирижёр Кент Нагано (Иоканаан)
- 1991 — «Диалоги кармелиток», дирижёр Кент Нагано (Маркиз де ла Форс)
- 1991 — «Фауст», дирижёр Мишель Плассон (Мефистофель)
- 1991 — «Парсифаль», дирижёр Даниэль Баренбойм (Амфортас)
- 1992 — « Дон Кихот», дирижёр Мишель Плассон (Дон Кихот)
- 1992 — «Женщина без тени», дирижёр Георг Шолти (Барак)
- 1993 — «Сказки Гофмана», дирижёр Кент Нагано (Доктор Миракль, Даппертутто, Коппелиус, Линдорф)
- 1993 — «Родриг и Химена», дирижёр Кент Нагано (Дон Диего)
- 1993 — «Симон Бокканегра», дирижёр Микеланджело Вельтри (Симон Бокканегра)
- 1993 — «Фальстаф», дирижёр Георг Шолти (Фальстаф)
- 1994 — «Иродиада», дирижёр Мишель Плассон (Фануил)
- 1994 — «Осуждение Фауста», дирижёр Кент Нагано (Мефистофель)
- 1995 — «Нюрнбергские мейстерзингеры», дирижёр Георг Шолти (Ганс Сакс)
- 1995 — «Ромео и Джульетта», дирижёр Мишель Плассон (брат Лоран)
- 1996 — «Дон Карлос», дирижёр Антонио Паппано (Филипп II)
- 1996 — «Сказки Гофмана», дирижёр Кент Нагано (Доктор Миракль, Даппертутто, Коппелиус, Линдорф)
- 1997 — «Лакме», дирижёр Мишель Плассон (Нилаканта)
- 1997 — «Джанни Скикки», дирижёр Антонио Паппано (Джанни Скикки)
- 1998 — «Святой Франциск Ассизский», дирижёр Кент Нагано (Святой Франциск)
- 2000 — «Манон», дирижёр Антонио Паппано (де Гриё)
- 2004 — «Нюрнбергские мейстерзингеры», дирижёр Франц Вельзер-Мёст (Ганс Сакс)
- 2005 — «Любовь к трём апельсинам», дирижёр Сильвен Камбрелен (Маг Челий)
- 2009 — Дитя и волшебство, дирижёр Саймон Рэттл

## Фильмография
- 1979 — «Дон Жуан», режиссёр Джозеф Лоузи
- 1988 — «Учитель музыки», режиссёр Жерар Корбьо